# Schömberg (Landkreis Calw)
Schömberg ist eine Gemeinde und staatlich anerkannter Heilklimatischer Kurort sowie Kneippkurort im Landkreis Calw in Baden-Württemberg. Sie gehört zur Region Nordschwarzwald.

## Geographie

### Geographische Lage
Schömberg liegt auf einem Höhenzug der Enz-Nagold-Platte zwischen den beiden Flüssen Enz und Nagold. Die Enz-Nagold-Platte gehört zu den Randplatten des Schwarzwaldes. Diese werden hauptsächlich von den Schichten des oberen Buntsandstein gebildet. Breite Quellmulden und tief eingeschnittene Haupttäler zerschneiden die Platten. Nach Osten hin öffnet sich in Schömberg die Quellmulde des Eulenbachs, der in Unterreichenbach in die Nagold mündet.
Das Schömberger Gemeindegebiet entwässert einerseits in Richtung Osten in das Nagoldtal, andererseits in Richtung Westen in das Enztal.
Die Höhendifferenz liegt zwischen 366 m ü. NHN im Eulenbachtal und 723,7 m ü. NHN auf der Langenbrander Höhe.
Die Höhe der Kerngemeinde selbst schwankt zwischen 600 m ü. NHN in der Talstraße und 680 m ü. NHN auf dem Bühl.

### Nachbargemeinden
Folgende Gemeinden und Orte grenzen – im Uhrzeigersinn genannt und von Norden beginnend – an Schömberg:
Engelsbrand (Enzkreis), Unterreichenbach, Bad Liebenzell, Oberreichenbach, Bad Wildbad, Höfen (alle Landkreis Calw) und Neuenbürg (Enzkreis).

### Gemeindegliederung
Die Gemeinde Schömberg besteht aus Schömberg mit den Wohnplätzen Bühlhof und Charlottenhöhe und den Ortsteilen Bieselsberg, Langenbrand, Oberlengenhardt und Schwarzenberg. Die Ortsteile sind zugleich Ortschaften im Sinne der Gemeindeordnung für Baden-Württemberg mit einem Ortschaftsrat und einem Ortsvorsteher als Vorsitzendem.
Alle eingemeindeten Orte gehören zum Landkreis Calw.
| Ortsteil        | Eingemeindung  | Einwohner | zugehörige Wohnplätze    |
| --------------- | -------------- | --------- | ------------------------ |
| Bieselsberg     | 1. Januar 1975 | 1042      | Untere Mühle             |
| Langenbrand     | 1. Januar 1975 | 1442      |                          |
| Oberlengenhardt | 1. Januar 1975 | 588       |                          |
| Schwarzenberg   | 1. Januar 1971 | 865       | Schwarzenberger Sägmühle |

Schömberg selbst hat 4143 Einwohner (mit den Wohnplätzen Bühlhof und Charlottenhöhe; Stand 1. Juni 2022).

#### Bieselsberg
Der Ortsteil Bieselsberg liegt am östlichen Rand des Gemarkungsgebietes auf einer Anhöhe in 570 m.ü. NN. Durch die Tannenwälder der Umgebung führen Wanderwege zu den beliebten Ausflugszielen. 
Im Jahr 1180 wird Bieselsberg erstmals als „Böselsberg“ im Schenkungsbuch des Klosters Hirsau erwähnt. Eine Besonderheit ist die im Jahr 2003 in Betrieb genommene Sternwarte, die regelmäßige Führungen anbietet. Einen Besuchermagnet stellt zudem der Barfußpfad mit Kneipp-Anlage dar. Der Ortsteil ist durch die Buslinie nach Pforzheim an Schömberg angebunden (Linie 743), sie verkehrt etwa stündlich an Werktagen.
Relativ bekannt in der Umgebung wurde Bieselsberg durch die „Spezialitätenwanderung“ ('s Dörfle und sei Idee), bei der es einmal um den Ort ging und man durch über 20 Stationen der zahlreichen Vereine kulinarisch, musikalisch und mit allerlei Programm versorgt wurde. Da diese jährliche Aktion durch ehrenamtliche Vereinsmitglieder gestützt wurde und mit sehr hohem Aufwand verbunden war, wurde sie vor ein paar Jahren eingestellt.

#### Schwarzenberg
Der Ortsteil Schwarzenberg liegt in 620 m.ü. NN inmitten ausgedehnter Tannenwälder mit zahlreichen Wanderwegen. Seit 1987 trägt auch Schwarzenberg das Prädikat Erholungsort. Während Historiker von der Entstehung des Ortes im 12. Jahrhundert ausgehen, datiert die erste, erhaltene schriftliche Erwähnung aus dem Jahr 1566.
Am westlichen Ortseingang befindet sich ein sehenswerter Steinkreis. Er wurde 1993 von Kunsterzieher Werner Neumann im Rahmen eines Schulprojektes nach megalithischen Vorbildern errichtet. Vermutlich ist er mit 21,6 m Durchmesser der größte in Deutschland.
Schwarzenberg hat Busverbindungen nach Schömberg, Calw, Bad Wildbad und Pforzheim.

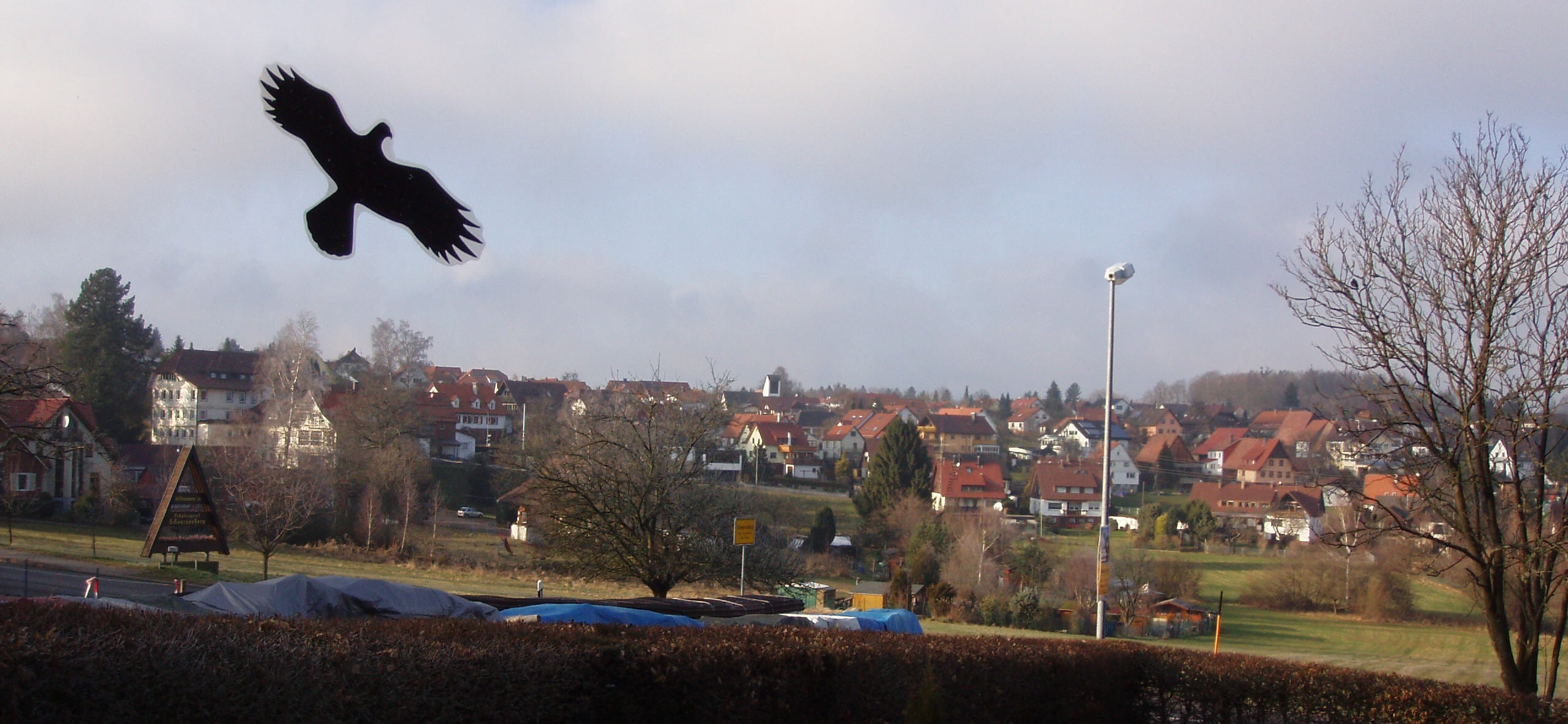
Schwarzenberg
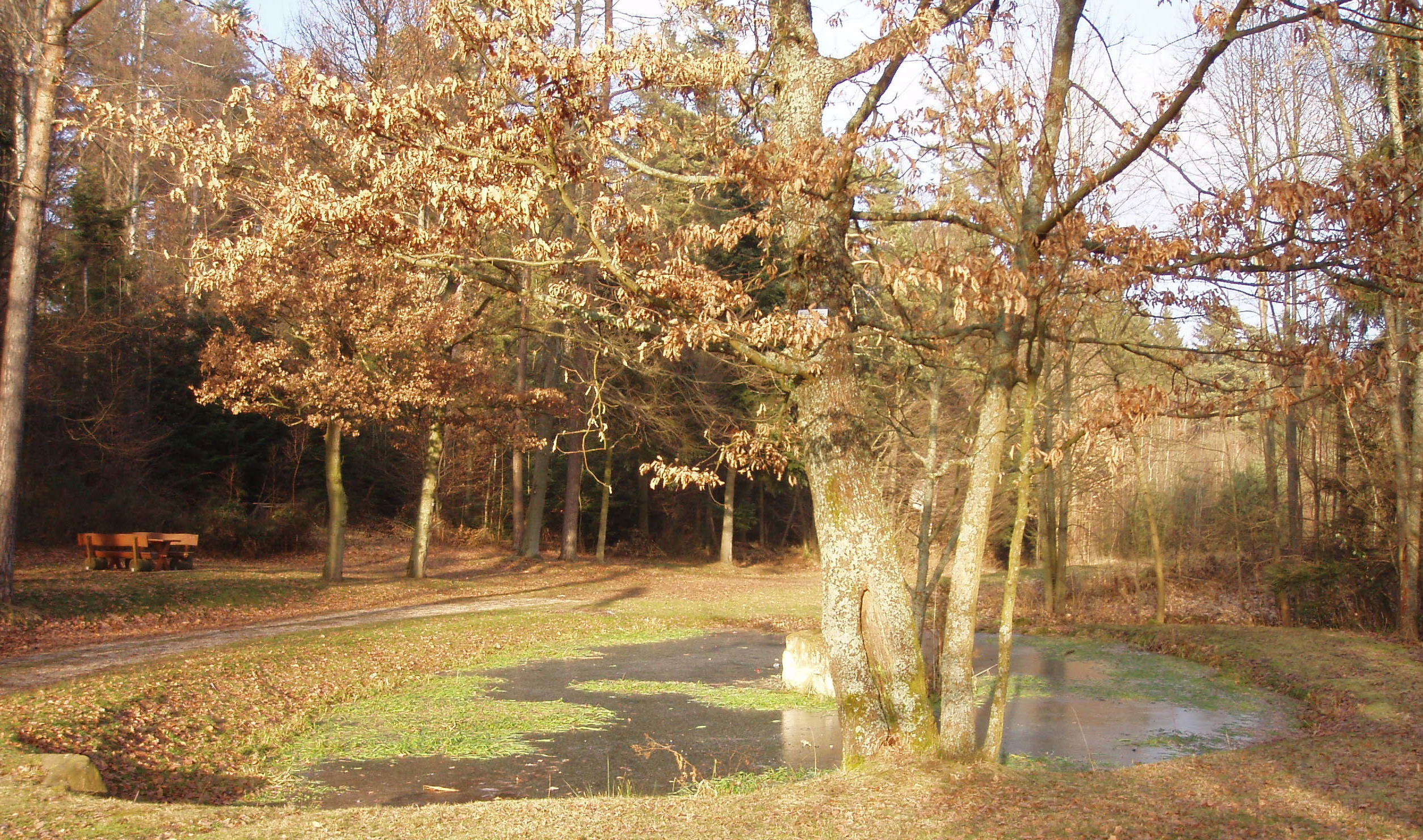
Schwarzenberger See

#### Langenbrand
Der Luftkurort Langenbrand erstreckt sich auf einer Höhe von 673–723 m ü. NN im Norden Schömbergs. Der Name des Ortsteils weist auf eine durch Brandrodung gewonnene Siedlungsfläche hin. Sehenswert ist die alte Dorfkirche (Ulrichkirche) mit ihren mittelalterliche Malereien und dem Ostchorturm aus dem 11.–12. Jahrhundert. Der 148 m hohe Sendeturm Langenbrand, der von allen Anhöhen des Nordschwarzwalds zu sehen ist, steht auf der Gemarkung des Ortsteils.
Der öffentliche Nahverkehr bietet Busverbindungen nach Pforzheim, Bad Wildbad, Neuenbürg und Calw.

#### Oberlengenhardt
Das Dorf Oberlengenhardt liegt auf 670 m ü. NN und ist von Wäldern mit ebenen Wanderwegen umgeben. Es ist eines der letzten, in seiner traditionellen Siedlungsstruktur erhaltenen Waldhufendörfer. Bei klarem Wetter eröffnet sich von hier aus die Fernsicht zum Hohenzollern („Zollernblick“) und der Schwäbischen Alb.
Omnibusverbindungen bestehen nach Calw, Pforzheim und Bad Wildbad.

#### Charlottenhöhe
Der Wohnplatz Charlottenhöhe im Wald auf der Gemarkung Schömberg ist eine ehemalige Lungenheilstätte, die 1907 als Volksheilstätte eingerichtet wurde. Namensgeberin war Königin Charlotte von Württemberg. Außerdem stehen hier sechs Einfamilienhäuser.

### Schutzgebiete
Schömberg hat ein flächenhaftes Naturdenkmal, das Feuchtgebiet Hausäcker bei Schwarzenberg. Im äußersten Osten der Gemeindefläche hat Schömberg Anteil am Landschaftsschutzgebiet Nagoldtal und am FFH-Gebiet Würm-Nagold-Pforte. Zu letzterem gehören auch zwei kleine Teilgebiete bei Bieselsberg und bei Langenbrand. Schömberg liegt vollständig im Naturpark Schwarzwald Mitte/Nord.

## Geschichte

### Entwicklung bis zum 19. Jahrhundert
Schömberg wurde 1177 erstmals urkundlich in einer Schenkungsurkunde des Klosters Hirsau unter dem Namen Schamberg erwähnt. Erst 1603 verkaufte der Markgraf Georg Friedrich von Baden das Amt Liebenzell, zu dem auch Schömberg gehörte, an Herzog Friedrich von Württemberg. Seitdem ist Schömberg württembergisch. Lange Zeit war Schömberg wie viele andere Schwarzwaldorte auch ein unbedeutendes Waldhufendorf. Land- und Forstwirtschaft prägten das tägliche Leben.
Nach der Gründung des Königreichs Württemberg gelangte Schömberg im Zuge der neuen Verwaltungsgliederung 1809 vom aufgelösten Oberamt Liebenzell zum Oberamt Neuenbürg.

### Entwicklung zum Kurort
Erst nachdem der Erfurter Fabrikantensohn Hugo Römpler 1884 eher zufällig das gute Klima Schömbergs entdeckte und selbst von seinen Lungenleiden geheilt wurde, begann der rasante Aufstieg Schömbergs zum weit über die Region hinaus bekannten Kurort. Bereits 1888 erwarb Hugo Römpler das Gasthaus zum Hirsch und richtete das Erste Luftkurhaus Schömbergs mit 15 Zimmern ein. Mit der Berufung des Arztes Johannes Baudach begann die Professionalisierung des Kurbetriebs. In Württemberg entstand so das erste Lungensanatorium. Bis 1902 erfuhr das Sanatorium umfangreiche Anbauten und erhielt den Namen S1. Parallel dazu entstand unter Römplers erstem Chefarzt Baudach 1898 die Neue Heilanstalt am Ortsrand Richtung Bad Liebenzell. Diese wurde von 1899 bis 1942 von Georg Schröder dann als Waldsanatorium Dr. Schröder geführt.
Auch Privatpersonen richteten Zimmer zur Vermietung ein, sodass es in der Blütezeit nach dem Zweiten Weltkrieg bis zu 2500 Gästebetten in Schömberg gab.

### Zugehörigkeit und räumliche Entwicklung der Gemeinde im 20. Jahrhundert
Durch die Kreisreform während der NS-Zeit in Württemberg kam Schömberg 1938 zum Landkreis Calw. 1945 wurde Schömberg Teil der Französischen Besatzungszone und gehörte somit zum neu gegründeten Land Württemberg-Hohenzollern, das 1952 im jetzigen Bundesland Baden-Württemberg aufging.
Am 1. Januar 1971 wurde die Gemeinde Schwarzenberg nach Schömberg eingemeindet. Am 1. Juli 1974 wurde der Ort Tannmühle von Schömberg nach Wildbad umgemeindet. Die heutige Gemeinde wurde am 1. Januar 1975 durch Vereinigung der Gemeinden Schömberg, Bieselsberg, Langenbrand und Oberlengenhardt neu gebildet.

## Religion

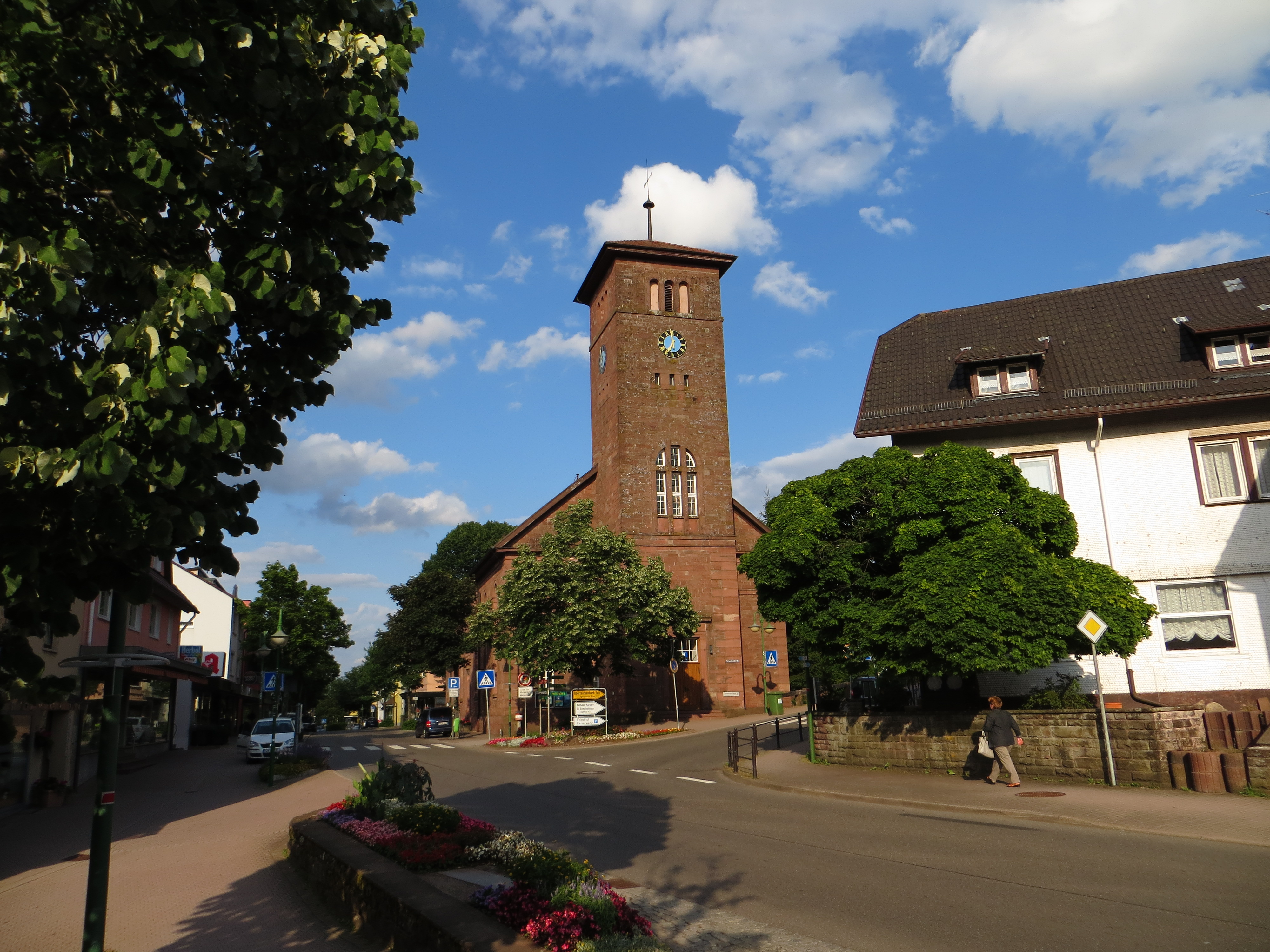
Evangelische Kirche in Schömberg

In jedem Ortsteil befindet sich eine evangelische Kirche, im Ortsteil Schömberg zusätzlich die römisch-katholische Kirche St. Josef.
Im Ortsteil Schwarzenberg befindet sich neben einer evangelischen Kirche auch das Haus des Heils, die Bildungsstätte der Gemeinde der Christen Ecclesia, einer Gliedkirche des Bundes Freikirchlicher Pfingstgemeinden.

## Politik

### Bürgermeister
Bei der Bürgermeisterwahl am 1. März 2015 erreichte Matthias Leyn (CDU) im zweiten Wahlgang 55,6 Prozent der Stimmen und trat damit die Nachfolge von Bettina Mettler an. Bei der Bürgermeisterwahl am 5. Februar 2023 wurde er mit 77,1 Prozent der Stimmen für eine zweite Amtszeit wiedergewählt.

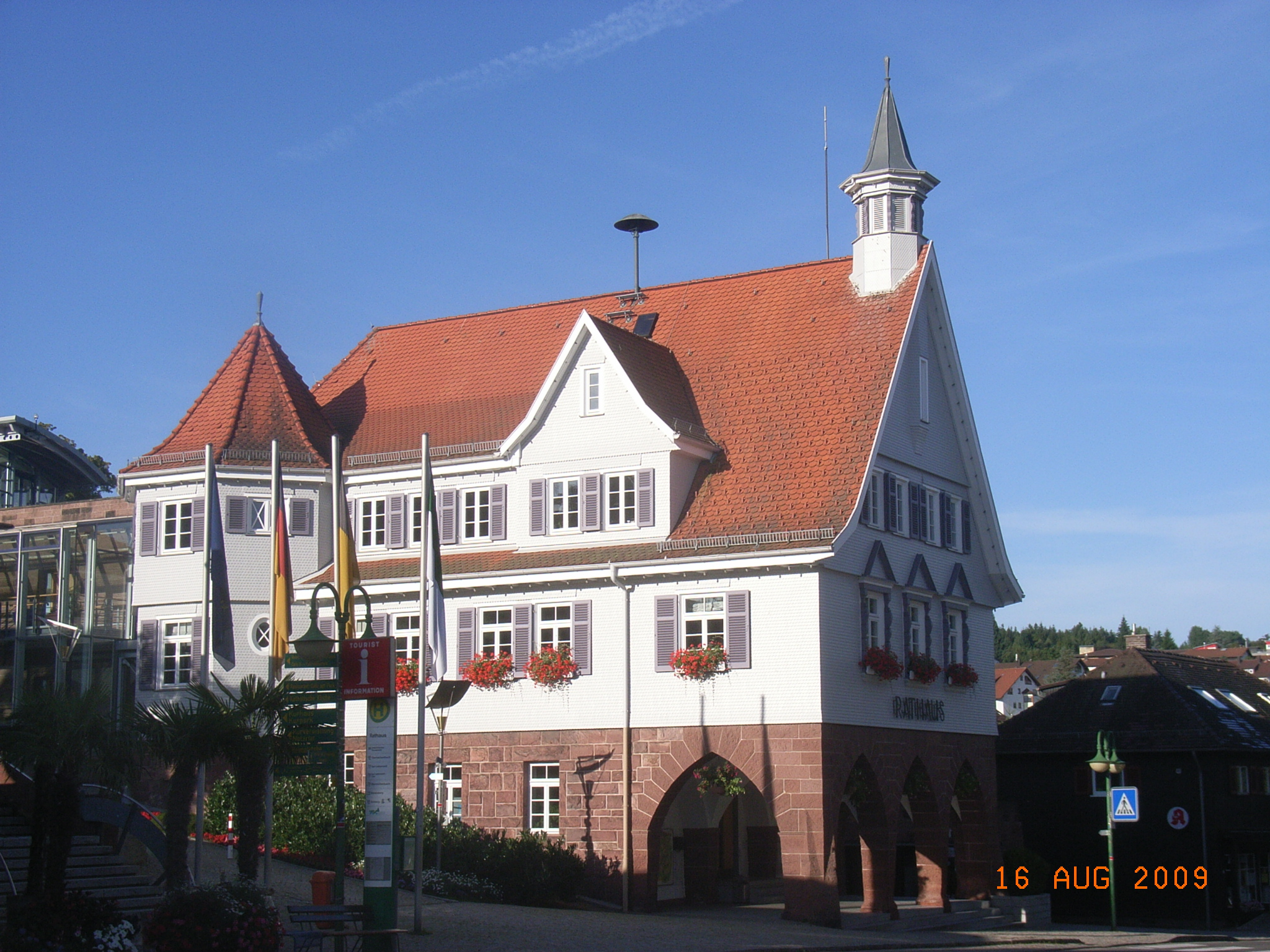
Rathaus Schömberg

Amtsträger seit 1848
- 1848–1856: Christian Rentschler
- 1856–1882: Jakob Dittus
- 1883–1907: Matthäus Rentschler
- 1907–1945: Gustav Hermann
- 1945–1949: Gustav Bäuerle
- 1949–1975: Walter Brenner
- 1975–1991: Manfred Brugger
- 1991–2007: Gerhard Vogel
- 2007–2015: Bettina Mettler
- seit 2015: Matthias Leyn

### Gemeinderat
Der Gemeinderat in Schömberg umfasst 18 Personen. Er besteht aus den gewählten ehrenamtlichen Gemeinderäten und dem Bürgermeister als Vorsitzender. Der Bürgermeister ist im Gemeinderat stimmberechtigt.
Die Kommunalwahl am 9. Juni 2024 führte zu folgendem vorläufigen Endergebnis.
| Parteien und Wählergemeinschaften | Parteien und Wählergemeinschaften           | % 2024  | Sitze 2024 | % 2019  | Sitze 2019 | Kommunalwahl 2024 %50403020100 33,0243,0423,93 MUZUWVCDUGewinne und Verlusteim Vergleich zu 2019 %p 12 10 8 6 4 2 0 −2 −4 −6 −8−10−1,95+10,50−8,56MUZUWVCDU |
| MUZ                               | Mensch Umwelt Zukunft                       | 33,02   | 6          | 34,97   | 6          | Kommunalwahl 2024 %50403020100 33,0243,0423,93 MUZUWVCDUGewinne und Verlusteim Vergleich zu 2019 %p 12 10 8 6 4 2 0 −2 −4 −6 −8−10−1,95+10,50−8,56MUZUWVCDU |
| UWV                               | Unabhängige Wählervereinigung               | 43,04   | 8          | 32,54   | 6          | Kommunalwahl 2024 %50403020100 33,0243,0423,93 MUZUWVCDUGewinne und Verlusteim Vergleich zu 2019 %p 12 10 8 6 4 2 0 −2 −4 −6 −8−10−1,95+10,50−8,56MUZUWVCDU |
| CDU                               | Christlich Demokratische Union Deutschlands | 23,93   | 4          | 32,49   | 6          | Kommunalwahl 2024 %50403020100 33,0243,0423,93 MUZUWVCDUGewinne und Verlusteim Vergleich zu 2019 %p 12 10 8 6 4 2 0 −2 −4 −6 −8−10−1,95+10,50−8,56MUZUWVCDU |
| gesamt                            | gesamt                                      | 100,0   | 18         | 100,0   | 18         | Kommunalwahl 2024 %50403020100 33,0243,0423,93 MUZUWVCDUGewinne und Verlusteim Vergleich zu 2019 %p 12 10 8 6 4 2 0 −2 −4 −6 −8−10−1,95+10,50−8,56MUZUWVCDU |
| Wahlbeteiligung                   | Wahlbeteiligung                             | 60,44 % | 60,44 %    | 58,69 % | 58,69 %    | Kommunalwahl 2024 %50403020100 33,0243,0423,93 MUZUWVCDUGewinne und Verlusteim Vergleich zu 2019 %p 12 10 8 6 4 2 0 −2 −4 −6 −8−10−1,95+10,50−8,56MUZUWVCDU |

### Wappen
Über dem dreimal von Silber und Blau wellenförmig geteilten Schildfuß erhebt sich ein grüner Dreiberg. Aus der mittleren Kuppe steigt eine rote Sonne mit elf Strahlen empor. Auf den äußeren Kuppen steht jeweils eine grüne Tanne. Die Flaggenfarben sind Grün und Weiß.

## Wirtschaft und Infrastruktur

### Beschäftigung
Im Jahr 2013 waren nach den Zahlen des Statistischen Bundesamtes von den 7.968 Einwohnern Schömbergs 2.859 sozialversicherungspflichtig beschäftigt. Davon waren 2.067 Personen Pendler, die außerhalb Schömbergs arbeiteten (rund 72 %). Gleichzeitig gab es 900 Einpendler, sodass man in Schömberg auf 1.692 sozialversicherungspflichtige Arbeitsplätze kam. 166 Menschen waren arbeitslos gemeldet, also rund 2,1 %.

### Bildung
Schömberg hat auf gesamtem Gemeindegebiet sechs Kindertagesstätten, davon zwei in Schömberg. Jeder Teilort verfügt über jeweils eine Kindertagesstätte.
Mit der Ludwig-Uhland-Schule verfügt Schömberg über eine Grund- und Werkrealschule.

#### Berufsförderungswerk
Das Berufsförderungswerk Schömberg bietet seit über 50 Jahren Umschulungs- und Rehabilitationsmaßnahmen an. Wer seinen bisherigen Beruf aus gesundheitlichen Gründen nicht mehr ausüben kann, dem werden durch eine Umschulungs- oder Weiterbildungsmaßnahme neue Perspektiven eröffnet. Die Anfänge des Berufsförderungswerkes gehen auf die Arbeit mit Tuberkulosekranken in der Heilstätte Charlottenhöhe zurück. Bereits 1938 entstand durch das Engagement Erwin Dorns die Arbeitsheilstätte auf dem Bühl, wo das Berufsförderungswerk bis heute beheimatet ist. Seit 1964 wurde es dann als Rehabilitationszentrum unter dem Namen Berufsförderungswerk erweitert. Nach mehreren Erweiterungen und Sanierungen bietet das Berufsförderungswerk heute ca. 600 Menschen in sechs verschiedenen Fachrichtungen die Möglichkeit, beruflich neue Wege einzuschlagen. Dazu gehören Umschulungen im kaufmännischen Bereich, in Konstruktion, Fertigung, Qualitätswesen, Elektronik und IT.
In den letzten 50 Jahren haben rund 18 000 Menschen an Umschulungs- und Weiterbildungsmaßnahmen des Berufsförderungswerkes teilgenommen.
Das Berufsförderungswerk Schömberg ist Mitglied im Bundesverband Deutscher Berufsförderungswerke.

### Kliniken

#### Celenus Klinik Schömberg

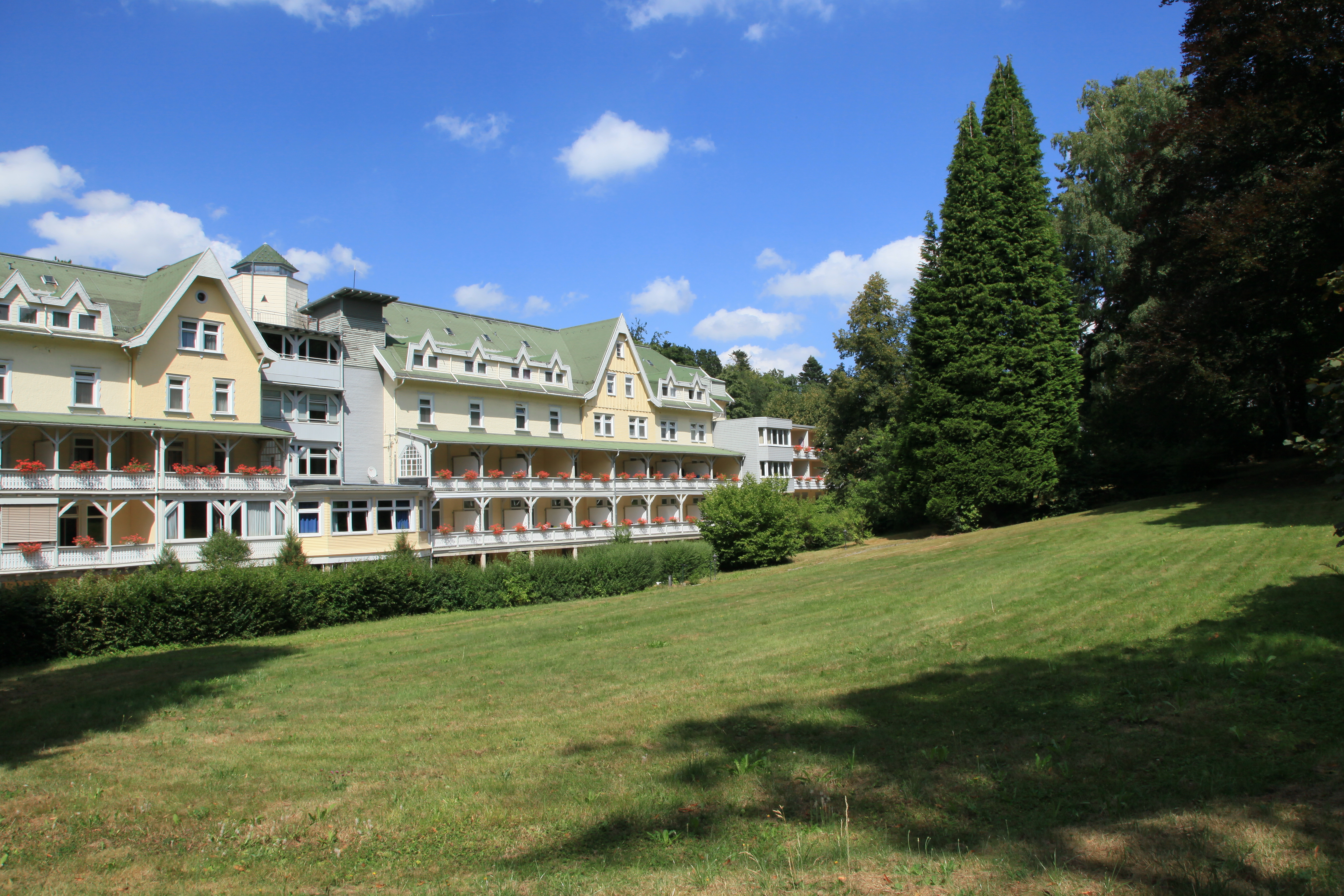
Celenus Klinik in Schömberg

Die Celenus Klinik Schömberg besteht seit 1974. Sie ist eine psychosomatische Fachklinik für die Rehabilitation im Rahmen von seelischen Leidenszuständen wie Angstzuständen, Depressionen oder Belastungsstörungen. Die Celenus Klinik verfügt über 229 Betten in Einzelzimmern. Untergebracht ist die Klinik im 1898 erbauten Gebäude der ehemaligen Lungenheilanstalt Neue Heilanstalt, ab 1949 Waldsanatorium Dr. Schröder.
Die Celenus Klinik Schömberg GmbH ist Teil des Verbundes Celenus Kliniken GmbH mit Sitz in Offenburg.

#### Kinderklinik Schömberg
Die Kinderklinik Schömberg besteht seit 1972. Sie ist ein Fachkrankenhaus in gemeinnütziger Trägerschaft für Patienten mit neurologischen Problemen. Zur ganzheitlichen Versorgung der Patienten wurde das sogenannte Schömberger Modell entwickelt, das unterschiedliche Arbeitsbereiche gleichwertig verknüpft. Dazu gehören ärztliche Kompetenzen, Pflegekompetenzen, therapeutische Kompetenzen und psychologisch-pädagogisch-sozialmedizinische Kompetenzen. Für die Patienten steht ein eigener Klinikkindergarten und eine Klinikschule zur Verfügung. Die Kinderklinik kann bis zu 60 Patienten stationär aufnehmen.
Der letzte Erweiterungsbau wurde im September 2011 eingeweiht.
Seit Juni 2010 hat Frau Herta Däubler-Gmelin die Schirmherrschaft für die Klinik übernommen.
Die Kinderklinik Schömberg gGmbH ist eine Tochtergesellschaft der Reha-Südwest für Behinderte gGmbH in Karlsruhe.

#### Reha-Zentrum Schömberg
Das Reha-Zentrum Schömberg ist eine Fachklinik zur Rehabilitation mit den Schwerpunkten Orthopädie und Innere Medizin in Trägerschaft der Deutschen Rentenversicherung Bund. Die Klinik Schwarzwald verfügt über 244 Betten in Einzelzimmern.
Das Reha-Zentrum ist in den Gebäuden der ehemaligen Römerberg-Klinik untergebracht, die von 1961 bis 1983 unter Trägerschaft der Bundesbahnversicherungsanstalt dort untergebracht war.

### Medien
In den jeweiligen Lokalteilen berichten sowohl die Pforzheimer Zeitung als auch der Schwarzwälder Bote über Schömberg. Außerdem werden die kostenlosen Anzeigenblätter PZ-Extra, Große Wochenzeitung WOM (beide mittwochs) und die Pforzheimer Wochenzeitung (samstags) verteilt.
Das amtliche Mitteilungsblatt Schömbergs ist seit 2020 das Schömberger Amtsblatt, welches freitags zugestellt wird.

## Kultur und Tourismus

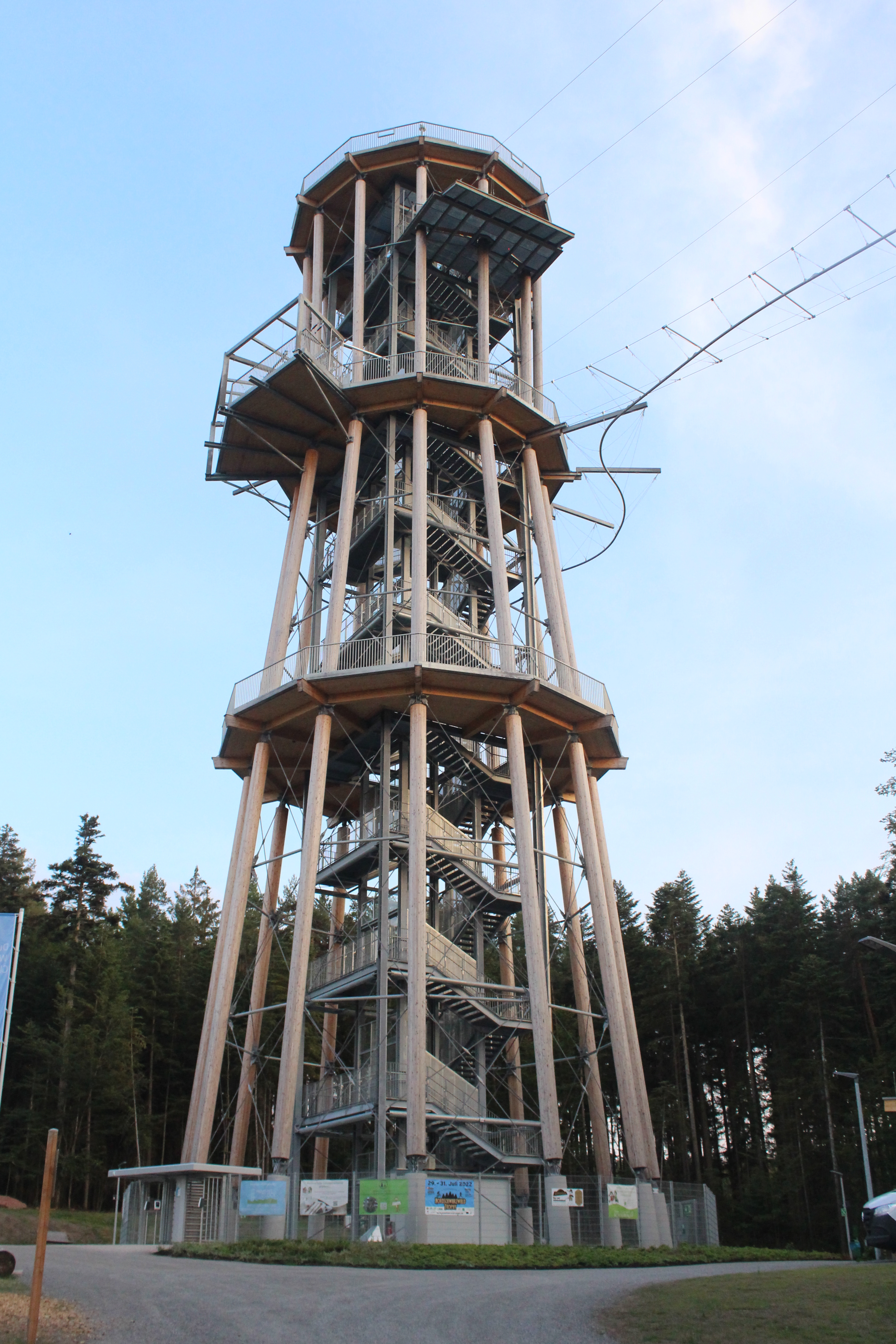
Aussichtsturm Himmelsglück

### Fernwanderweg
Schömberg liegt am Mittelweg, dem Fernwanderweg, der von Pforzheim nach Waldshut an vielen Sehenswürdigkeiten vorbeiführt.

### „Glücksgemeinde“
Seit November 2009 ist Schömberg amtlich eingetragene „Glücksgemeinde“. Ziel des sich selbst auferlegten Glückskonzeptes ist es, nachhaltig die Zufriedenheit und Erfüllungsglück der Bürger sicherzustellen.

### Aussichtsturm Himmelsglück
Im Juni 2021 wurde auf dem bewaldeten Höhenzug „Zollernblick“ nahe dem Ortsteil Oberlengenhardt der barrierefreie Aussichtsturm Himmelsglück eröffnet. Mit einer Gesamthöhe von 55 Metern ist die Konstruktion aus Lärchenholzstützen um einen Stahlskelettkern der höchste Aussichtsturm dieser Bauart in Deutschland. Er verfügt über drei kostenpflichtig zugängliche Aussichtsplattformen auf 20, 35 und 50 Metern Höhe, die wahlweise über 300 Stufen einer Stahltreppe oder einen Panoramaaufzug erreicht werden können.

## Bauwerke

### Evangelische Kirche Schömberg

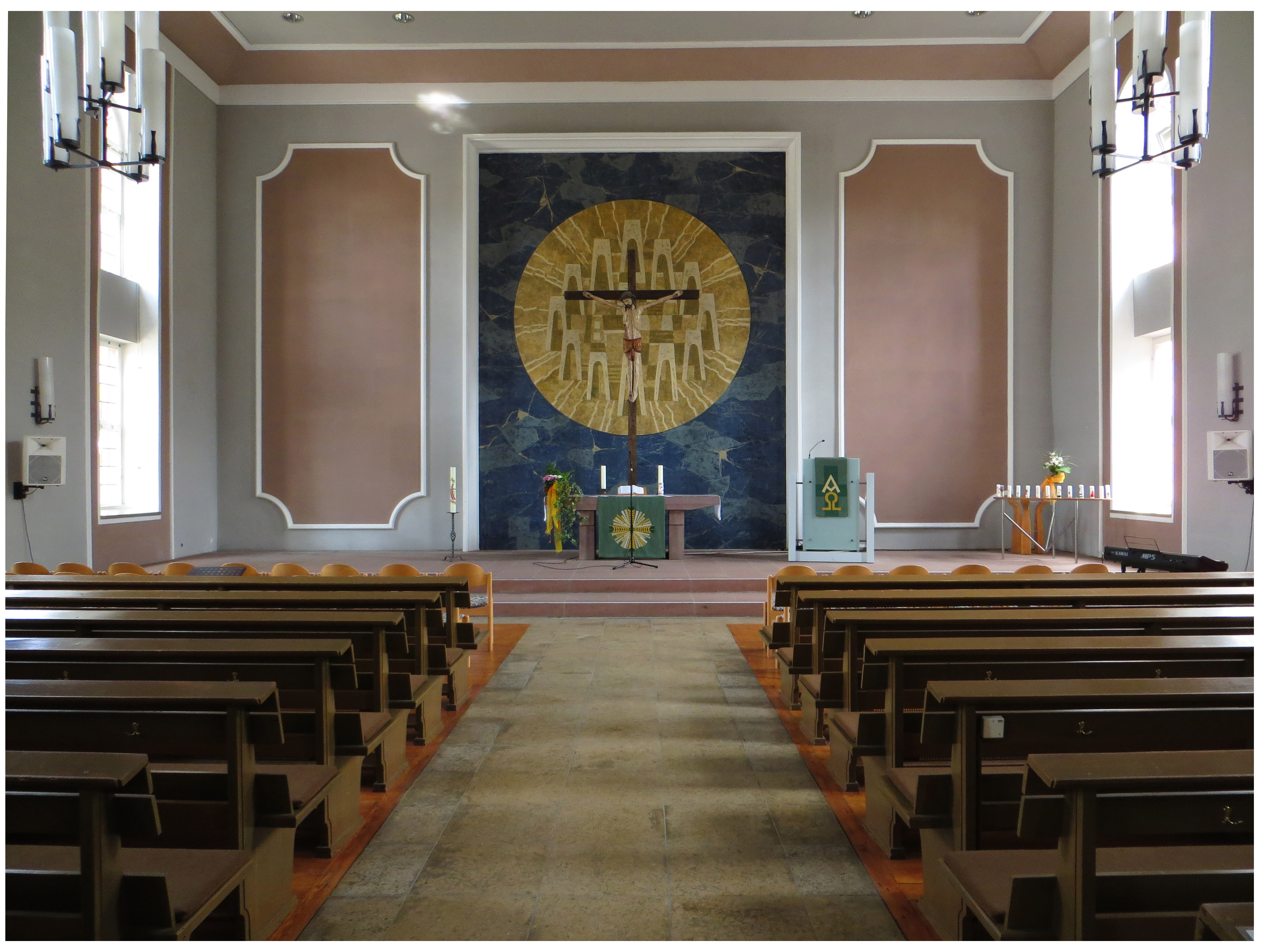
Evangelische Kirche Schömberg, Blick in den Altarraum

Der Grundstein für die Schömberger Kirche wurde am 22. Mai 1832 gelegt. Die alte Kirche, die etwas unterhalb stand, war zu klein und baufällig geworden.
Das Grundstück musste die Kirchengemeinde für 800 Gulden erwerben, die Baukosten in Höhe von rund 16 000 Gulden trug das Königreich Württemberg.
Einweihung war am 15. September 1833. Ursprünglich war der Kirchenraum als Querkirche nach Süden ausgerichtet und bot ca. 1000 Menschen Platz. Der Altar und die Kanzel befanden sich in der Mitte der südlichen Querseite. Dort ist bis heute die Sakristei. Erste große Veränderungen gab es 1928. Die Ostempore wurde abgebrochen und der Innenraum in diese Richtung ausgerichtet. Das Gestühl wurde erneuert und die Westempore verlängert. Darunter entstanden zwei Gemeindesäle, die durch eine Holzschiebewand vom Kirchenraum abgetrennt waren. Den Altarraum schmückte nun ein Gemälde, auf dem Jesus als Heiland und Retter für hilfesuchende Menschen dargestellt war. Über die gesamte Breite war in Großbuchstaben zu lesen: Kommet her zu mir alle die ihr mühselig und beladen seid. 1959 erfolgte eine weitere Umgestaltung des Kircheninneren. Von Rudolf Yelin dem Jüngeren wurde ein neues Wandgemälde gestaltet, welches das himmlische Jerusalem darstellt. Das Kruzifix aus der alten Kirche, das vermutlich bereits im 15. Jahrhundert entstanden ist, fand einen zentralen Platz im Altarraum. 2002 wurde dann der steinerne Taufstein durch einen beweglichen, hölzernen ersetzt. Die Holzschiebewände unter der Westempore wurden entfernt und starre Glaswände eingebaut.

### Evangelische Ulrichskirche Langenbrand

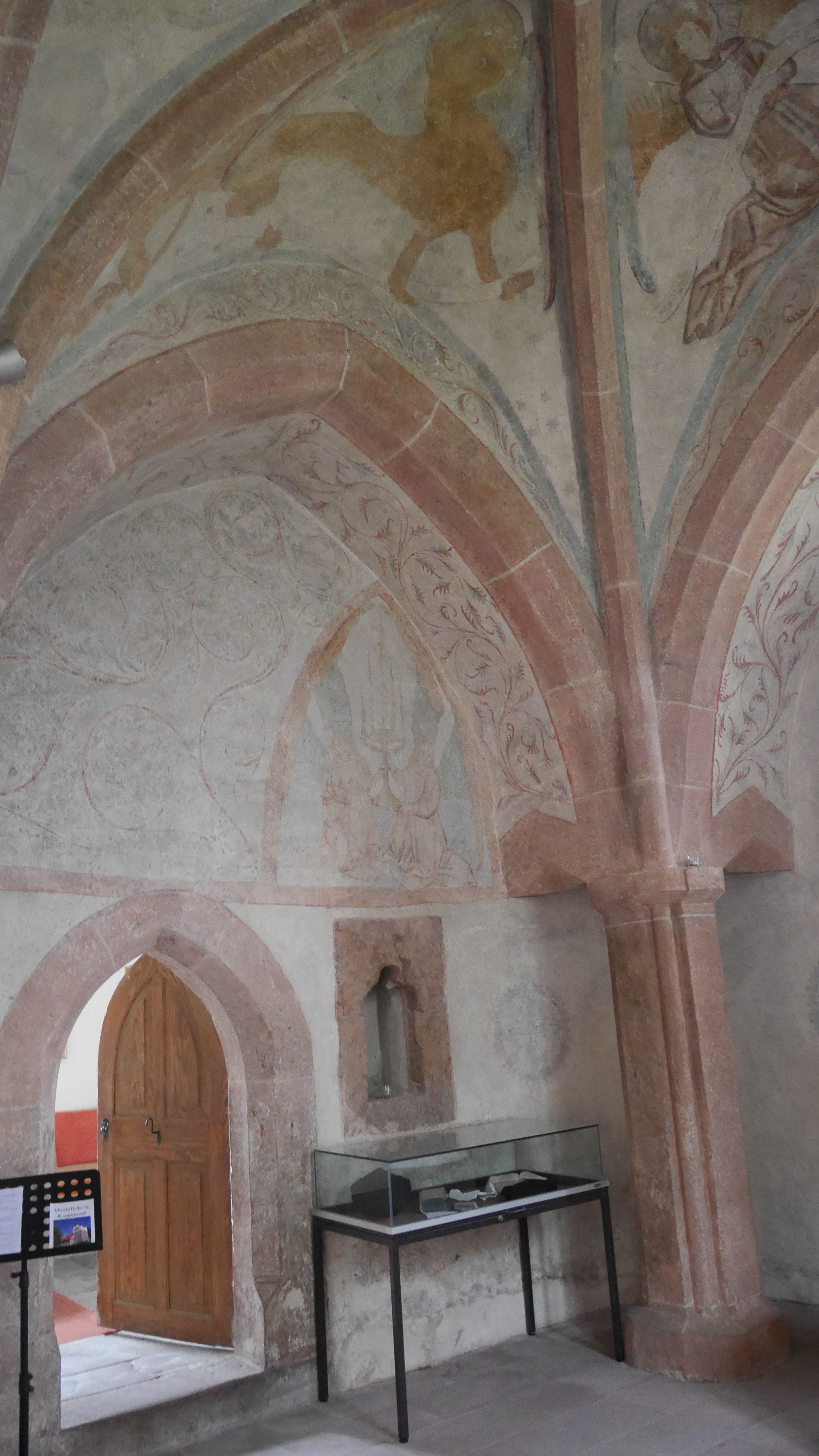
Ulrichskirche Langenbrand Chorgewölbe mit Malerei

Das vermutlich älteste Kulturdenkmal in Schömberg ist die Ulrichskirche in Langenbrand. Der untere, massiv gemauerte Teil des Turms bis auf 12 m Höhe hat Merkmale der Romanik und kommt daher etwa aus der Zeit des 11. oder 12. Jahrhunderts und war wohl am Anfang eine Kapelle. Der obere Teil mit Glockenstube erhielt seine heutige Form im 18. Jahrhundert. Die Innenmaße des heute als Chorraum genutzten Turms betragen 5,33 × 5,23 m. 1404 wurde Langenbrand eine selbständige Kirchengemeinde mit Filialen. Dafür wurde an die vorhandene Kapelle ein Kirchenschiff mit 6 m Länge angebaut, die Westwand der Kapelle (Turm) aufgebrochen und ein gotischer Chorbogen eingebaut. Die Ost- und Westseite der Kapelle erhielten gotische Fenster und das gotische Kreuzgewölbe. Das Kreuzgewölbe ruht auf vier freistehenden romanischen Säulen. Die Decken und Seiten sind mit schönen Fresken geschmückt, die 1962–64 wieder freigelegt wurden. In den Jahren 1792–1793 erhielt das Kirchenschiff seine heutige Form mit einer Größe von 19,3 × 10,1 m. In den Jahren 1962 bis 1964 erfolgte eine grundlegende Neugestaltung des Innenraumes.

### Katholische Kirche St. Joseph

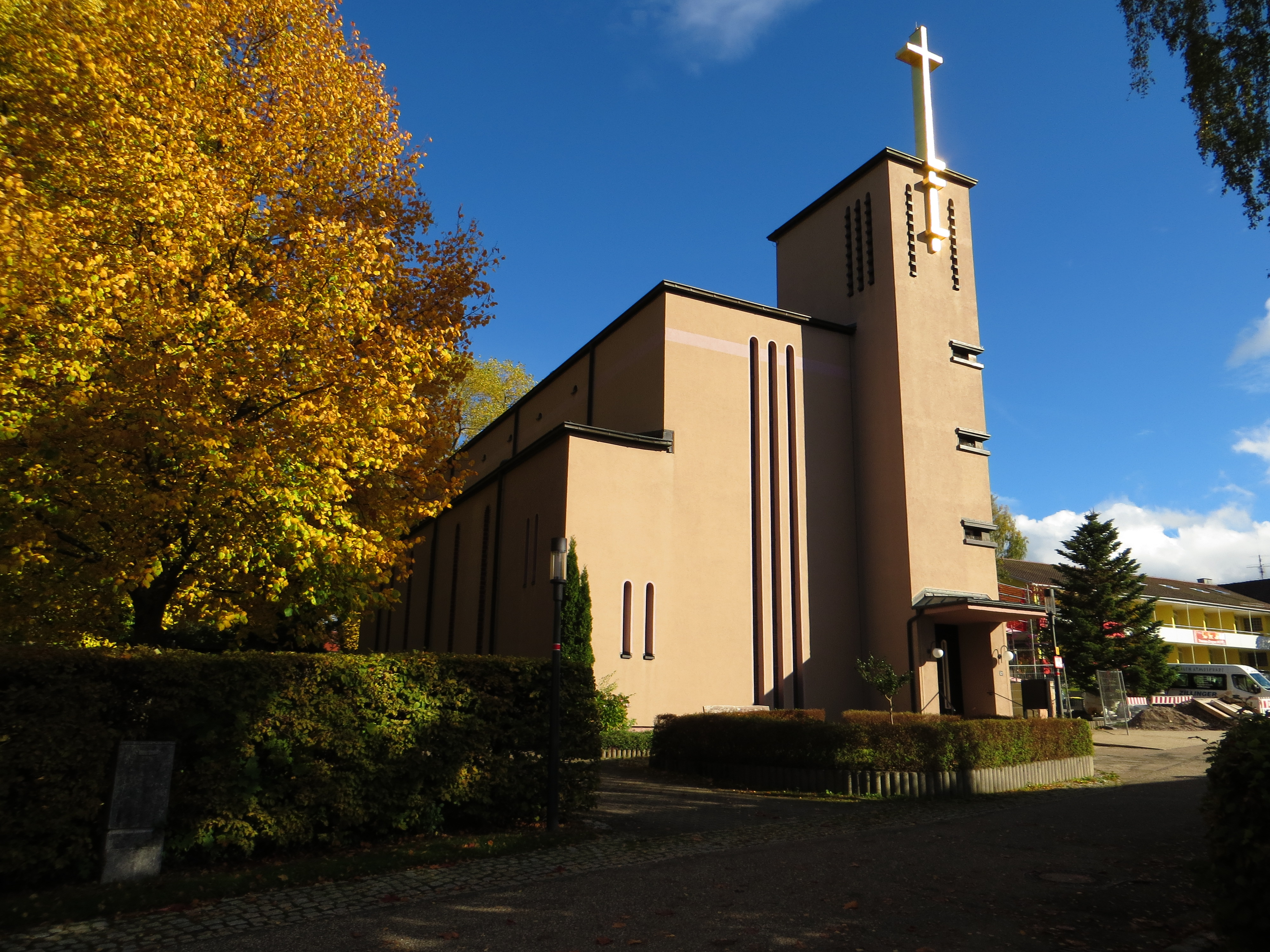
Katholische Kirche St. Joseph

Im Jahr 1927 überließ Schömberg der römisch-katholischen Kirchengemeinde unentgeltlich einen Bauplatz. Dadurch konnte am 5. Juli 1929 der erste Spatenstich für den Kirchenbau erfolgen. Der Architekt Hans Herkommer aus Stuttgart wurde mit dem Bau beauftragt. Die Baukosten betrugen 110 000 Reichsmark. Am 29. Mai 1930 wurde die Kirche durch Weihbischof Franz Joseph Fischer geweiht.
Die erste aufwändige Innensanierung fand 1980 ihren Abschluss. Im Jahr 1999 wurde der Innenraum abermals umgestaltet. Dabei wurde an der Decke der ursprüngliche Farbton wieder freigelegt bzw. erneuert. In den darauffolgenden beiden Jahren waren auch außen Renovierungsarbeiten fällig. In die äußere Gestalt wurde dabei jedoch nicht eingegriffen.

### Rathaus
Im Jahr 1925 wurde der Grundstein für das Rathaus in der Lindenstraße gelegt. Es sollte das alte Rathaus in der Talstraße ablösen. Im Rathaus war sowohl Amtswohnung für den Bürgermeister, Polizeiposten und Notariat untergebracht. Das führte zu immer größerem Raummangel. Deshalb wurden für das Notariat 1967 eigene Räume außerhalb geschaffen. Die Amtswohnung wurde 1971 zuletzt von Bürgermeister Brenner aufgegeben. Durch die Verwaltungsreform 1975 und die Schaffung der Gemeinde Schömberg wurde noch mehr Platz benötigt. Ein Erweiterungsbau wurde aber erst 1991 fertiggestellt. In diesem Zuge wurde auch der Lindenplatz neu gestaltet. Sieger der Ausschreibung war das Architekturbüro Wick und Partner aus Stuttgart.

### Haus Bühler
Das Haus Bühler beherbergt ein Museum für die Geschichte von Schömberg als heilklimatischer Kurort und bietet zudem Platz für wechselnde Ausstellungen zu verschiedensten Themen der Kunst.

### Kurhaus
Nachdem seit Jahrzehnten über die Notwendigkeit eines Kurhauses (Möglichkeit für Aufführungen zur Unterhaltung für die Kurgäste) im Gemeinderat diskutiert wurde, erhält Eiermann 1954 den Auftrag zur Erstellung eines Entwurfs.
1955 wird der endgültige Auftrag aus Kostengründen an die Architekten Kappler und Krüger vergeben (Krüger hat auch das Kurhaus Bad Liebenzell gebaut). Einweihung am 18. Mai 1957. Kosten: 1,36 Mill. DM.
Im Foyer des Kurhauses befinden sich Wand- und Deckengemälde des Künstlers Hermann Finsterlin (1887–1973) von 1957. Die Gemälde wurden 1979/1980 mit einer schweren Velourstapete überklebt und erst 1999 wieder freigelegt und restauriert.
Das Kurhaus und die dazu gehörige Terrasse erfuhren in den folgenden Jahren mehrere Umgestaltungen und Erweiterungen. So den Einbau einer Bücherei, einer Wasserorgel bei der Terrasse und die Erweiterung des Restaurants.

### Sendeturm Langenbrand
Der Sender Langenbrand wurde 1964 errichtet und hat eine Höhe von 143 Meter. Er wird von der Deutschen Telekom AG betrieben.

### Windkraftanlage
1998 wurde ein Windrad auf Langenbrander Gemarkung errichtet, das Prowind mit einer Leistung von 0,75 MW betrieb. Nach einem Schwelbrand im Februar 2020 stand es still und wurde im Juni 2021 abgebaut. 
In den 2020er-Jahren sollen vier Anlagen entstehen, von denen sich drei im nördlich angrenzenden Enzkreis befinden.

## Veranstaltungen
- Jährlich im Frühjahr und Herbst Aktionstag des Schömberger Einzelhandels
- Im Juli findet in Schömberg das Lindenplatzfest, ein Fest der örtlichen Vereine, statt.
- Ende Juli / Anfang August fordert die Nordschwarzwald Trophy Läufer und Mountainbiker heraus.
- Im August findet in Schömberg ein Naturpark-Markt statt.[34]
- Im Dezember findet in Schömberg das Schömberger Weihnachtsglück statt.
- Alle 2 Jahre findet der Schömberg Fotoherbst statt, ein Festival für Reise und Reportagefotografie mit Internationalem Foto-Wettbewerb

## Persönlichkeiten

### Ehrenbürger
- Hugo Römpler (1847–1920), Gründer des Sanatoriums Schömberg S1
- Georg Schröder (1870–1942), Chefarzt des Waldsanatoriums Dr. Schröder
- Joseph Elven (1872–1936), Kurheimbesitzer, Offizier
- Gustav Hermann (1882–1964), Bürgermeister von 1907 bis 1945
- Fritz Keser (1874–1954), Direktor des Waldsanatoriums Dr. Schröder
- Karl-Heinz Bertsch (1932 - 2022), Schneidermeister, Heimathistoriker

### Söhne und Töchter der Gemeinde
- Wilhelm Heinrich Jacob von Kurrer (1782–1862), geboren in Langenbrand, Chemiker, Kattundrucker, Fachbuchautor und Industrieller
- Richard Dölker (1896–1955), Grafiker und Textilgestalter
- Willi Gayler (1906–2001), geboren in Langenbrand, Forstmann
- Wolf Schönmehl, geboren in Schömberg, Koch und Gastronom

### Bedeutende Bürger Schömbergs
- Julius Martow (1873–1923), russischer Politiker
- Axel Schönbucher(1945–2025), Chemiker und Hochschullehrer, lebte bis zu seinem Tod in Schömberg[35]
- Sonja Ruf (* 1967), deutsche Schriftstellerin, wuchs in Schömberg auf
- Neven Subotić (* 1988), Bundesliga-Fußballspieler, lebte als Kind in Schömberg, wo er beim dortigen TSV Schwarzenberg von der F-Jugend bis zur D-Jugend spielte.[36]